# Darlehen (Deutschland)
Darlehen (ugs. auch Kredit, alternative Schreibweise Darlehn; englisch loan) ist ein schuldrechtlicher Vertrag, bei dem ein Kreditgeber (oder Darlehensgeber) einem Kreditnehmer (oder Darlehensnehmer) Geld (Banknoten, Münzen, Buchgeld) oder vertretbare Sachen (Sachdarlehen) zum Eigentum überträgt und der Darlehensnehmer verpflichtet ist, nach Zeitablauf oder Kündigung Sachen gleicher Art, Güte und Menge an den Darlehensgeber zurückzugewähren.

## Etymologie
Das Wort Darlehen stammt dem Sprachforscher Eberhard Gottlieb Graff zufolge aus dem althochdeutschen analêhan für „Darlehen“. Der Wortbestandteil lêhan enthält „leihen“, was vermutlich auf das Sachdarlehen als Nachbarschaftshilfe hinweist. Erst im 16. Jahrhundert dürfte in Deutschland das Darlehen während des aufblühenden Handels die Bedeutung von „Ausleihe von Geld“ erhalten haben. Die Brüder Grimm weisen in ihrem Wörterbuch auf „darleihen“ hin, wonach ein österreichisches Weistum von 1581 das Darlehen erstmals auf Geldsummen bezog.

## Geschichte
In Mesopotamien ist die Geldleihe seit der Mitte des 3. Jahrtausends v. Chr. bezeugt. Die ersten mesopotamischen Darlehensverträge stammen aus der Ur-III-Zeit um 2100 v. Chr. Der Codex Hammurapi aus der Zeit 1755/1754 v. Chr. kannte das Darlehen als Bestandteil eines ausgeprägten Vertragssystems mit festen Formularen. Da Kaufverträge Barkäufe waren, die Vorleistungen auslösen konnten, wurden die noch ausstehenden Leistungen als Darlehen konstruiert und mittels Getreide beziehungsweise Metallen beglichen. Sachdarlehen wurden so zum festen Bestandteil der altbabylonischen Wirtschaft, insbesondere durch den Umlauf von Getreide und Silber. Häufig waren in den Urkunden Dispositionen festgelegt wie Forderungsabtretungen oder Gewährleistungsregeln. Der Zins hieß in Babylonien sibtu („Zuwachs“), er betrug 33 1/3 % für Getreide und 20 % für Silber und konnte durch Sklavenarbeit als Kreditsicherheit im Rahmen der Antichrese beglichen werden. Dem Codex Hammurapi entsprechende Verträge wurden durch Beamte kontrolliert, weil sie widrigenfalls nichtig waren.
Das römische Recht kannte dem Grundsatz nach nur den zinslosen Darlehensvertrag (mutuum). Wollten die Parteien einen Kreditzins vereinbaren, so musste dieser über eine Stipulation vereinbart werden. Der Schuldner verpflichtete sich, am Rückzahlungstermin dieselbe Menge gleichartiger Sachen (tantundem eiusdem generis et qualitatis) zurückzuerstatten. Die ursprünglichste Form des Darlehensgeschäftes in Rom war das einseitig verpflichtende nexum, ein Rechtsgeschäft, von dem vermutet wird, dass es der Mancipation sehr ähnlich gewesen sein muss. Dessen Einzelheiten verlieren sich früh bereits vor der Zeitenwende, nachdem es im Verlauf der Standeskämpfe abgeschafft worden war. Beständig übrig blieb als Kreditform letztlich nur das im 2. Jahrhundert n. Chr. entstandene mutuum. Bereits ab Mitte des ersten Jahrhunderts entstand die Interzessionsrechtsprechung. Wegweisend dafür war das Senatus Consultum Velleianum, das verbot, dass Frauen, die einem Mann durch Darlehensaufnahme oder Verpflichtung durch Bürgschaft zu dessen Schuld beitraten, gerichtlich belangt wurden.
Im Gegensatz zur Zinsfreiheit des römischen Rechts verbot die Kirche die Vereinbarung von Zinsen (kanonisches Zinsverbot). Seit der karolingischen Zeit beschäftigte das Verbot den internen Zirkel der Geistlichkeit, durch den wirtschaftlichen Aufschwung des 12. Jahrhunderts offenbarte es sich auch im Außenbereich des Kirchenrechts. Zins wurde unter Berufung auf die Bibel als Wucher betrachtet, konkret berief sich die Kirche auf Lukas 6.35: mutuum date nihil inde sperantes („Vielmehr liebet eure Feinde und tut Gutes und verleiht Geld, wo ihr nichts dafür zu bekommen hofft“). Bereits im Alten Testament bezeugen Stellen diesen Gedanken aus dem hebräischen Recht.
Bereits der Codex Maximilianeus Bavaricus Civilis vom Januar 1756 unterschied zwischen Darlehen und Leihe, bei letzterer ging (und geht) der Leihgegenstand nicht in das Eigentum des Entleihers über und ist dem Verleiher wieder zurückzugeben. Darlehen und Leihe galten noch als Realvertrag. Das Allgemeine Preußische Landrecht (APL) vom Juni 1794 trennte beide Verträge noch deutlicher. Diese enge Verwandtschaft blieb im österreichischen ABGB vom Juni 1811 erhalten. Mit dem Inkrafttreten des BGB im Januar 1900 entstand in Deutschland ein einheitliches Darlehensrecht, wenn auch im Hinblick auf seine wirtschaftliche Bedeutung nur fragmentarisch (§§ 607-610 BGB a.F.). Die meisten offenen Rechtsfragen – wie etwa die fehlende Legaldefinition des Darlehensbegriffs – mussten durch Rechtsprechung und Fachliteratur geklärt werden. Der Gesetzgeber hielt den Darlehensbegriff im Rechtsleben für eingebürgert, so dass ihm eine Legaldefinition entbehrlich erschien. Der BGH verstand darunter im April 1962 einen „schuldrechtlichen Verpflichtungsvertrag über die entgeltliche oder unentgeltliche Nutzung eines Kapitals auf Zeit.“
Etymologisch benutzte man bis ins 19. Jahrhundert Begriffe wie Darlehen, locatio conductio, nexum oder mutuum. Den Kreditbegriff gibt es erst seit dem aufblühenden Kapitalismus des 19. Jahrhunderts. Das Creditum war eine Schuld und kein Darlehen und entstand mit jeder Forderung. Deshalb heißt heute in Fremdsprachen jeder Forderungsinhaber Kreditor (englisch creditor, französisch créditeur oder italienisch creditore). Der italienische Codice civile (CC) nennt jede Forderung italienisch credito (Art. 1992 CC).
In Deutschland verzichtete die Schuldrechtsmodernisierung vom Januar 2002 auf den Begriff Kredit, der als Oberbegriff für das Gelddarlehen, einen Zahlungsaufschub und sonstige Finanzierungshilfen diente; an seine Stelle sind die Erscheinungsformen des Kredits getreten. Sie änderte den Darlehensvertrag vom bisherigen Realvertrag in einen Konsensualvertrag um, so dass der Vertrag bereits durch Parteivereinbarung und nicht erst durch die Auszahlung des Darlehens zustande kommt. Damit besitzt die Auszahlung als Vertragserfüllung keine konstitutive Wirkung mehr. Außerdem hat sie die Bestimmungen für das „Gelddarlehen“ (§§ 488 ff. BGB) und für das Sachdarlehen (§§ 607 ff. BGB) voneinander getrennt.

## Rechtsfragen
Während das BGB von Darlehen spricht und es damit zum Rechtsbegriff erhebt, verwendet das Bankrecht den Begriff Kredit.

### BGB
Das BGB regelt den Darlehensvertrag in § 488 BGB, dessen Hauptleistungspflicht in der Verpflichtung des Darlehensgebers besteht, dem Darlehensnehmer einen Geldbetrag in der vereinbarten Höhe zur Verfügung zu stellen, während der Darlehensnehmer verpflichtet ist, einen geschuldeten Zins zu zahlen und bei Fälligkeit das zur Verfügung gestellte Darlehen zurückzuzahlen. Dem Darlehensvertrag rechtlich gleichgestellt ist der Kreditvertrag. Von diesem Darlehensvertrag zählt das BGB verschiedene Unterarten auf, und zwar den Verbraucherdarlehensvertrag (§ 491 BGB), Zahlungsaufschub (§ 506 BGB), Ratenlieferungsvertrag  (§ 510 BGB), Immobiliar-Verbraucherdarlehensvertrag (§ 511 BGB) und den unentgeltlichen Darlehensvertrag (§ 514 BGB). Die Vorschriften für den Darlehensvertrag gelten für alle Rechtssubjekte, während der Verbraucherdarlehensvertrag spezifische Regelungen für Verbraucher (§ 13 BGB) enthält. Der Immobiliar-Verbraucherdarlehensvertrag ist eine Sonderform des Verbraucherdarlehensvertrags und enthält Vorschriften für die Immobilienfinanzierung.
Wie bei jedem Vertrag ist eine Einigung bezüglich der vertraglichen Mindestbestandteile (lateinisch essentialia negotii) erforderlich, hier also über die Höhe des Geldbetrages oder die zur Verfügung zu stellende Sache und eine Verzinsung. Bei Gelddarlehen wird in der Regel ein Zinssatz vereinbart, der – wenn nichts Besonderes verabredet wird – stets nach Ablauf jeweils eines Jahres zu zahlen ist. Ist die Laufzeit kürzer als ein Jahr, sind die Zinsen bei der Rückerstattung zu entrichten (vgl. § 488 Abs. 2 BGB). Zusätzliche Darlehensgebühren können bei Verbraucherdarlehensverträgen nicht in den Allgemeinen Geschäftsbedingungen der Kreditinstitute wirksam vereinbart werden.
Da das BGB lediglich vom Darlehensgeber spricht, konkretisiert es die Art des Wirtschaftssubjektes nicht. Als Darlehensgeber kommen in erster Linie Kreditinstitute in Frage, aber auch Nichtbanken wie private Darlehensgeber oder Kredithaie.
Darlehensverträge können wegen Wucher unwirksam sein. Das sittenwidrige oder Wuchergeschäft ist nach § 138 BGB nichtig, wenn Leistung und Gegenleistung in einem auffälligen Missverhältnis zueinander stehen. In Betracht kommt hierbei insbesondere der Zinswucher, von dem gesprochen wird, wenn der vereinbarte Zins den am Markt üblicherweise geltenden Zins um 100 % übersteigt (z. B. 24 % p. a. statt 12 % p. a.).

### Bankrecht
Der Kreditbegriff des § 19 Abs. 1 KWG ist ein auf Bilanzpositionen der Bankbilanz fokussierter Begriff. In der enumerativen Aufzählung des § 19 Abs. 1 Nr. 1 KWG sind „Gelddarlehen aller Art“ als wesentlichste Art erwähnt.

## Darlehensarten
Die Wirtschaftspraxis hat folgende weitere Darlehensarten entwickelt:
- Endfälliges Darlehen (Fälligkeitsdarlehen, Festdarlehen): Das Darlehen wird am Ende der Laufzeit in einem einmaligen Betrag zurückgezahlt.
- Annuitätendarlehen: Der jährlich zu zahlende Betrag aus Tilgung und Zinsen (Schuldendienst) ist immer gleich hoch. Dadurch steigt der Tilgungsanteil während der Laufzeit an und der Zinsanteil sinkt entsprechend. Hierunter fällt auch das „Volltilgerdarlehen“.
- Tilgungsdarlehen: Die Tilgung bleibt während der Laufzeit konstant, die Zinsen werden aus dem verbleibenden Kapital berechnet. Dadurch sinkt der Schuldendienst während der Laufzeit.
- Ratenkredit: Die Tilgungsraten bleiben gleich, die Kreditzinsen sinken tilgungsbedingt.
- Laufzeitzinsdarlehen, LAUDA, Ratendarlehen: Der Zinsbetrag für die gesamte Laufzeit wird am Anfang der Laufzeit in einem Betrag dem Darlehensbetrag zugerechnet. Anschließend wird bis zum Ende der Laufzeit der gleiche Betrag (Rate) zurückgezahlt.
- Partiarisches Darlehen: Der Darlehensgeber erhält statt oder zusätzlich zu den Zinsen eine Gewinnbeteiligung.
- Forward-Darlehen: Annuitätendarlehen, bei dem die Summe erst nach einer festgelegten Vorlaufzeit ausgezahlt wird.
- Hypothekendarlehen: Kreditsicherheiten sind stets Grundpfandrechte (Hypothek, Grundschuld, Sicherungsgrundschuld).
- Bausparvertrag: Voraussetzung für die Gewährung des Bauspardarlehens ist die vorherige Sparleistung durch den Bausparer.
- Massedarlehen: Sonderfall in der Insolvenz mit höchstem Kreditrisiko für die Gläubiger.
- Abrufdarlehen: eine Kreditlinie, bei der Auszahlungen nach zeitlicher Anforderung durch den Kreditnehmer vorgenommen werden.
- Rollierendes Geldmarktdarlehen/Roll-over-Kredit: Rückzahlung flexibel, Zins passt sich den Marktzinsen an.
- Sachdarlehen: Nicht Geld, sondern vertretbare Sachen werden dem Darlehensnehmer zur Verfügung gestellt.

Darlehen werden unter verschiedenen Produktbezeichnungen angeboten (z. B. „easy credit“, Beamtendarlehen, Kleinkredit etc.), ohne dass diese Werbebegriffe eine eigenständige Darlehensart darstellen würden.

## Darlehensbedingungen
Zu den Darlehensbedingungen gehören insbesondere die Darlehenskosten und die Kreditsicherheiten.

### Darlehenskosten
Die Darlehenskosten sind wesentlicher Bestandteil der Darlehensbedingungen. Der Effektivzins ist der entscheidende Kostenindikator bei der Suche nach preisgünstigen Darlehen. Die Berechnung des Effektivzinses ist im Verhältnis zum Endverbraucher in § 16 Preisangabenverordnung bindend vorgeschrieben. Für eine genaue Berechnung lässt sich jedoch auch die klassische Rentenrechnung einsetzen, wenn Betrag und Zeitpunkt aller mit dem Darlehen verbundenen Ein- und Auszahlungen vom Darlehensanbieter abgefragt werden können:
- Auszahlungen (Beispiel):
  - Darlehensbetrag oder Darlehensteilbeträge
- Einzahlungen (Beispiele):
  - Kreditzinsen, Sollzinsen
  - Verzugszinsen
  - Tilgungen
  - Bankgebühren (Darlehen, Girokonto usw.)
  - Versicherungsprämien
  - Restschuld (bei vorzeitiger Tilgung)

Wenn Darlehen eine Struktur besitzen, die ihr Verständnis erschwert, dann müssen alle Zahlungen ohne Berücksichtigung ihrer Benennung erfasst werden, denn die Wirkung einer Zahlung ist geldlich völlig unabhängig davon, wie die Zahlung bezeichnet wird. Effektivzinsformeln, in denen Ein- und Auszahlungen nach Kategorie rechnerisch unterschiedlich ausgewertet werden, können für zwei Darlehen mit gleichartigem Zahlungsfluss (Betrag und Zeit) zu unterschiedlichen Ergebnissen führen. Die Anwendung der klassischen Rentenrechnung zur Effektivzinsberechnung vermeidet Manipulationen des Effektivzinses durch Darlehensgestaltung. Bei manchen Darlehenskonstruktionen ist die Anwendung vorgeschriebener Effektivzinsberechnungen kaum möglich. Hier hilft die klassische Rentenrechnung ganz besonders. Heute sind die bei der Rentenrechnung verwendeten iterativen Verfahren sowohl in speziellen Darlehensanalyseprogrammen wie auch schon in manchen Spreadsheet-Programmen implementiert.

### Kreditsicherheiten
Wenn der Darlehensgeber kein Blankodarlehen zur Verfügung stellen kann, muss der Darlehensnehmer Kreditsicherheiten aus eigenem Vermögen oder von Dritten stellen. Häufige Kreditsicherheiten sind insbesondere Sicherungsübereignung von Sachen (wie die Sicherungsübereignung von Kraftfahrzeugen), Abtretung von Forderungen, die Verpfändung von Wertpapieren oder Grundpfandrechte (Hypothek, Grundschuld, Sicherungsgrundschuld). Typische Kreditsicherheiten von dritten Sicherungsgebern sind (neben den aufgezählten Arten) die Bürgschaft, Garantie oder gesamtschuldnerische Mithaftung. Der schuldrechtliche Vertrag, der für die dinglichen Sicherungsgeschäfte den Rechtsgrund bildet, ist die Sicherungsabrede und nicht der Darlehensvertrag.

## Gesellschafterdarlehen
Eine Sonderform stellen Gesellschafterdarlehen dar, die im Konzern zwischen Muttergesellschaft und Tochtergesellschaft bzw. Gesellschafter gewährt werden. Dabei ist steuerrechtlich grundsätzlich der Fremdvergleichsgrundsatz zu beachten, der von den Beteiligten Darlehenskonditionen erwartet, wie sie unter voneinander unabhängigen Vertragsparteien abgeschlossen würden. Die untereinander vereinbarten Verrechnungspreise müssen den Marktpreisen oder Marktzinsen entsprechen. Handelsrechtlich und gesellschaftsrechtlich gilt, dass Gesellschafterdarlehen in der Unternehmenskrise als nachrangige Insolvenzforderungen einzustufen sind (§ 39 Abs. 1 Nr. 5 Insolvenzordnung).